# 洛杉磯市徽
洛杉磯市徽（Seal of the City of Los Angeles）是美國城市洛杉磯的市徽，啟用於1905年3月27日。這個徽章在圓形內有一面盾徽，內由四個小盾構成。